# IDOS
IDOS (Informační DOpravní Systém) je softwarové rozhraní pro vyhledávání dopravního spojení různými druhy veřejné hromadné dopravy, a to včetně jejich kombinací. V současné době je webová verze IDOSu společností MAFRA a. s. použita pro vyhledávání spojení v jízdních řádech. Zdrojem některých jízdních řádů použitých v rámci IDOS je i Celostátní informační systém o jízdních řádech (CIS JŘ), který v současné době z výhradního pověření ministerstva dopravy provozuje firma CHAPS spol. s r. o.

## Historie
Před internetovou verzí vyhledávače (ještě v dobách, kdy neexistovaly Windows, resp. kdy Windows nebyly používány v rámci ČR) existovala verze vyhledávače pro operační systém DOS, která se prodávala pod označením IDOS a ABUS, kdy IDOS obsahoval data vlaků a ABUS data autobusů, přičemž bylo možné (jen pro autobusy) si zakoupit buď celou republiku nebo jen určitý kraj, kterých bylo tenkrát 7 + Praha.[zdroj?]
Následovala nepříliš povedená Windows verze vyhledávače, která však byla záhy nahrazena stávající Windows verzí (program TT.exe) a následně pak doplněna internetovým vyhledávačem a později i mobilními aplikacemi.[zdroj?]
První verze internetového vyhledávače IDOS spravovaly České dráhy – DATIS (dnešní ČD Informační systémy) od 1997 do roku 2007 spolu s CHAPS spol s r. o.; po roce 2007 už jen společnost CHAPS. Poslední verze na webu ČD-Telematika byla označena jako verze 1.55.02/1.31/2.08 (4. 9. 2007 9:38:23).[zdroj?]
Mezi léty 1994 a 1998 byl vyvíjen podobný systém ABUS vyvíjený ve spolupráci firem COnet Praha s. r. o., ČSAD SVT Praha s. r. o., ČSAD SVT Praha s. r. o.. Systém ABUS vycházel z rezervačního systému AMS BUS, vyhledával pouze mimoměstská autobusová spojení. V roce 1998 byl integrován do IDOS a byl provozovaný až do roku 2006 nad datovou základnou CIS JŘ.[zdroj?]
Od roku 1998 pověřilo Ministerstvo dopravy společnost CHAPS vedením Celostátního informačního systému o jízdních řádech, kdy ministerstvo vypovědělo smlouvu s ČSAD ÚAN Praha Florenc a. s. a předalo správu CIS JŘ včetně softwarového produktu JRDU.
V roce 2006 bylo přepracováno uživatelské rozhraní webové aplikace a integrována technologie AJAX. IDOS byl také spojen s portálem Atlas, především kvůli zvýšení prodeje z reklamy. V roce 2007 jej nahradil portál iDnes (MAFRA).
V listopadu roku 2010 byla spuštěna nová beta verze map IDOS pro jízdní řády MHD Praha a IDS JMK, které umí pracovat s mapou a souřadnicemi. Provoz mapové verze IDOS byl ke dni 2. 1. 2023 ukončen. Výběr z mapy či další funkce nad mapou umožňuje standardní webový IDOS.
Přibližně kolem roku 2016 vyvinula firma CHAPS mobilní aplikaci Jízdní řády IDOS (a následně pak i Cestovné poriadky CP, určenou pro Slovenskou republiku) pro mobilní platformy Android a iOS. Tyto aplikace vyšly z dříve dostupné aplikace pro Android, která se jmenovala Jízdní řády a byla vyvíjena nezávislým programátorem.[zdroj?]
Od září 2019 je po devíti měsících testování v plném provozu úplně nová verze vyhledávače IDOS včetně redesignovaného loga, dostupná na adrese idos.idnes.cz, která umožňuje (kromě základních funkcí) i přímý prodej jízdenek v rámci aplikace, avšak touto verzí zaniklo mnoho užitečných funkcí.[zdroj?]
Od září 2024 došlo k úpravě smluvních vztahů mezi CHAPS spol. s r. o. a MAFRA, a. s., kdy MAFRA zůstala již jen obchodním partnerem pro reklamy, nikoliv vlastníkem IDOS. Doména vyhledávače se tedy vrátila do původní podoby na adrese www.idos.cz.[zdroj?]

## Jízdní řády
Data jízdních řádů jsou do Celostátního informačního systému poskytována dopravci drážní dopravy (vlaky, tramvaje, trolejbusy), vnitrostátní i mezinárodní linkové dopravy a městské autobusové dopravy. Děje se tak na základě požadavku a pod sankcí zákona o silniční dopravě (zákon číslo 111/1994 Sb. a prováděcí vyhláška 388/2000 Sb.) a zákona o dráhách (zákon číslo 266/1994 Sb.). Z nařízení státu je definován i standard, ve kterém musejí dopravci data předávat – jedná se o JDF formát, který prakticky odpovídá CSV, kde je jako oddělovač použita čárka.
Zákon však neřeší veřejnou přístupnost CIS JŘ a právo na využití dat v systému obsažených. Faktickým disponentem je pak firma CHAPS, která na základě výhradní smlouvy vyvíjí IDOS a spravuje CIS JŘ. Ministerstvo a kraje mají přístup do CIS JŘ dán bezplatně. Část služeb a informací je také volně dostupná pro veřejnost. Firma profituje z dalšího prodeje produktů CIS JŘ a reklamy u volně poskytovaných služeb.
Update:
Na základě Dodatku č. 3 smlouvy mezi společností CHAPS a Ministerstvem dopravy o vedení Celostátního informačního systému o jízdních řádech, došlo od 1. 9. 2015 ke změnám ve fungování CIS. Mezi hlavní změny patřilo zveřejňování dat ve formátech umožňující dálkový přístup, kdy data byla zveřejňována plně v souladu s novelizovaným zněním příslušných vyhlášek a dalšími relevantními právními předpisy. Data byla dostupná na veřejně přístupném FTP serveru.[zdroj?]
Konkurence IDOS již tedy není limitována nedostupností strojově čitelných dat z CIS JŘ a nemusí (alespoň v některých případech) tato data žádat přímo u dopravců. Jako konkurenčí aplikace by se mohly označit například tyto:
- MHD v mobilu, Vladimír Klimeš (Smart telefony),
- Jízdní řády,
- Jízdní řády, Seznam.cz (dříve Pubtran).

Společnost CHAPS umožňuje vybraným službám (za poplatek) přístup k plnému API webové služby poskytující komunikační vrstvu k získávání informací z jízdních řádů (tedy např. pro potřeby vyhledávání spojení). Výsledkem pak jsou například on-line aplikace pro mobilní telefony s operačním systémem iOS, Android, apod. (CG Transit funguje na principu off-line dat).[zdroj?]
Do systému jsou zahrnuty prakticky všechny systémy a linky MHD, kromě veřejné lodní dopravy včetně přívozů nespadajících do Pražské integrované dopravy. Z linek zvláštní linkové dopravy jsou zařazeny jen některé, které mají alespoň částečně veřejný charakter (např. pražské linky pro vozíčkáře, některé linky k obchodním domům nemající status veřejné dopravy, atd.).

## Funkce aplikace
Systém v české webové verzi umožňuje vyhledávat (aktualizace ke květnu 2022):
- železniční spojení v rámci celé železniční sítě, včetně vybraných vlaků v zahraničí (ČR + Evropa),
- autobusové spojení v kombinaci autobusových linek meziměstského typu (ČR + Slovensko),
- spojení v rámci jednotlivých sítí MHD (zvlášť pro 111 měst),
- kombinovaná spojení vlaky + autobusy linek ne-městského typu,
- kombinovaná spojení vlaky + autobusy linek ne-městského typu + MHD všech měst,
- kombinovaná spojení IDS PID, IDS JMK, ODIS, IDOL, IDS JK, IDSOK, Doprava Ústeckého kraje,
- letecká spojení (od 3. 3. 2022 již není letový řád součástí IDOS)[11].

Obdobnou službu jako je IDOS zajišťuje na Slovensku dceřiná společnost firmy CHAPS, společnost INPROP ve spolupráci s MAFRA.sk v podobě aplikace Cestovné poriadky.
Algoritmus vyhledávání nebyl podrobně zveřejněn, nicméně stručně je popsán v nápovědě k aplikaci. Při přestupech systém rozlišuje jednotlivé zastávky (sloupky) v uzlu pouze u jízdních řádů typu MHD, kde jsou zastávky rozděleny do jednotlivých sloupků, což jsou v současné době pouze jízdní řády MHD Adamov, Blansko, Brandýs nad Labem, Brno, Břeclav, Děčín, Hodonín, Jihlava, Kutná Hora, Kyjov, Olomouc, Ostrava, Pardubice, Praha, Slaný, Třebíč, Ústí nad Labem, Vyškov, Zlín a Znojmo ( v zahraničí pak Bratislava, Budapešť, Vídeň a Žilina). V ostatních případech se sloupky nerozlišují (všechny sloupky téhož názvu bere v tomto případě program jako jednu zastávku, bez ohledu na jejich vzdálenost) a vychází z pevně stanovené minimální přestupní doby. Přestup mezi stanicemi nebo zastávkami různých názvů program uvažuje pouze v případech, má-li mezi nimi definovánu přestupní vazbu (dobu pěšího přesunu). Obecně se systém snaží vyhledávat taková spojení, která jsou pokud možno časově nejvýhodnější, za použití pokud možno nejmenšího počtu přestupů (primárně je optimalizováno na čas - dlouhé přestupy algoritmus penalizuje). V případě vyhledávání nad jízdním řádem vlaků systém upřednostňuje vlaky vyšší kvality a v případě nalezení dvou spojení ve stejném časovém intervalu a se stejným počtem přestupů se nabídne kilometricky kratší spojení (pozor, existuje-li kilometricky kratší spojení, ale s více přestupy, je diskvalifikováno z důvodu většího počtu přestupů). Cena jízdného není při vyhledávání spojení zohledňována, pouze se může objevit ve výstupu, má-li systém k dispozici ceníky pro příslušné spoje (případně nově, umožňují-li dopravci prodej jízdenek, zobrazí se personalizovaná cena jízenky na základě nastavení parametrů cestujících). Standardní webová verze vyhledá první tři nalezená spojení, přičemž je možné si klepnutím na příslušné tlačítko (nebo klávesovou zkratkou) vyžádat vyhledání dalších tří následujících či předchozích spojení, zobrazit detaily o použitých spojích či o celém spojení jako celku (s detailním rozpisem zobrazené ceny, byla-li zobrazena), SMS verze poskytne jen nejzákladnější data o jednom nebo dvou vyhovujících spojeních. Pro mobilní telefony existují buď nativní aplikace pro Android či iOS nebo upravená webová verze aplikace.
IDOS pracuje výhradně s daty jízdních řádů (tedy s plánem dopravy) ale ve vyhledávání spojení mohou být zobrazeny informace z reálného provozu (zpoždění spojů ) v těch případech, kdy jsou dané informace k dispozici. Týká se to převážně železniční dopravy na území ČR, autobusových linek zařazených v systému MPV či některých systémů MHD (např. IDS JMK, ODIS, apod.). [zdroj?]
IDOS poskytuje i veřejně dostupné API, které je možné použít pro linkování aplikace z jiných webů.[zdroj?]
Mimo vyhledání spojení je možno prohledávat přehledy odjezdů, seznam spojů podle linek (funkce již není dostupná v nejnovější verzi aplikace) a u jízdních řádů MHD navíc zastávkové jízdní řády. Připojeny jsou rovněž odkazy na Portál jízdních řádů, v němž se nacházejí linkové a zastávkové jízdní řády ve formátu Acrobat PDF.[zdroj?]
Existují následující verze IDOS:
- volně dostupné pro web/wap/sms a to buď brandované nebo s reklamou,
- volně dostupné i placené verze pro chytré telefony s operačními systémy iOS, Android či Windows Phone,
- placená verze s roční platností pro OS Windows (v minulosti i pro Windows Mobile – aplikace Smartřády, její prodej byl ukončen v listopadu 2015[15]),
- modifikované verze pro jednotlivé IDS/MHD (např. ROPID) operátory (O2, T-mobile, Vodafone)[zdroj?].

## Hodnocení
V březnu 2012 získal vyhledávač IDOS jednu ze dvou prvních cen v kategorii „Existující plánovače cest“ (společně s IDOSem ji získal též plánovač cest SIPAX firmy Trenitalia) v soutěži Evropské komise o nejlepší evropský přeshraniční multimodální plánovač dopravního spojení. Do soutěže bylo v této kategorii přihlášeno 28 plánovačů cest, z nichž 12 nejlepších bylo předloženo k veřejnému elektronickému hlasování. Zástupci Evropské komise a europoslanci z výbor TRAN Evropského parlamentu oceňovali zejména přeshraniční a multimodální charakter systému, vysokou návštěvnost, vícejazyčné prostředí, aplikace pro chytré telefony, přípravu přeshraničního pilotního projektu s Rakouskem a myšlenku aktualizace IDOS zavedením lokalizačních dat o reálné poloze vozidel veřejné dopravy a také diskuze o propojení rezervačních systémů v autobusové a železniční dopravě.
V roce 2015 získala společnost CHAPS za blokaci otevřených dat týkajících se jízdních řádů Anticenu Lupa.